# 東京都立航空工業短期大学
東京都立航空工業短期大学（とうきょうとりつこうくうこうぎょうたんきだいがく、英語: Tokyo Metropolitan College of Air-Technology）は、東京都荒川区南千住8-53-1に本部を置いていた日本の公立大学である。1960年に設置され、1975年に廃止された。大学の略称は航短、航空短大。

## 概要

### 大学全体
- 東京都荒川区[注 1]に所在した日本の公立短期大学で、設置主体は東京都[3]。
- 1960年の開学当初より2学科体制、入学総定員80名[4]を維持していた。
- 1971年度の入学生を最後に[注釈 1]、1975年に短期大学としての使命を終える[6]。

### 教育および研究
- 東京都立航空工業短期大学は日本全国でただ一つの航空工学に関する専門教育を行っていたところに特色がある。

### 当時の入学試験について[注 3]
- 数学
- 理科：物理が必修となっていた。
- 外国語：英語またはドイツ語から選択することになっていた 。

## 沿革
- 1960年
  - 1月20日 左記を以て文部省[注 4]より短期大学の設置が認可される[9]。
  - 4月1日 東京都立航空工業短期大学が以下の学科体制にて開学する[10]。
    - 航空機体科 入学定員40名
    - 航空原動機科 入学定員40名

  - 5月1日 学生数[11]/定員 
    - 航空船舶科 90[注釈 2][注 5]/80[注 6]。
- 1962年
  - 5月1日 学生数[12]/定員
    - 航空機体科 84[注釈 2]/80
    - 航空原動機科 82[注釈 2]/80
- 1971年
  - 4月1日 学生募集が最後となる[注釈 1]。
  - 5月1日 学生数[13]/定員
    - 航空機体科 91[注釈 2]/80
    - 航空原動機科 87[注釈 2]/80
- 1972年
  - 4月1日 東京都日野市西長沼1703へ移転する[14]。
  - 5月1日 学生数[14]/定員
    - 航空機体科 61[注釈 2]/40
    - 航空原動機科 48[注釈 2]/40
- 1975年
  - 4月30日 左記をもって東京都立航空工業短期大学が正式に廃止[6]。

## 基礎データ

### 所在地
- 東京都荒川区南千住8-53-1

後に設置された東京都立航空工業高等専門学校を経て現在は東京都立産業技術高等専門学校ならびに産業技術大学院大学の校舎になっている。

## 教育および研究

### 組織

#### 学科[注 7]
- 航空機体科 入学定員40名
- 航空原動機科 入学定員40名

#### 専攻科
- なし

#### 別科
- なし

#### 取得資格について
- 航空整備士3級受験資格[7]

### 研究
- 東京都立航空工業短期大学『研究紀要』[1]

## 施設

### キャンパス
- 当時の交通アクセス：国鉄常磐線南千住駅よりバスが運行されていた。短大の最寄りの地に「航空短大前」という名称のバス停留所があった[8]。
- 東京都立航空工業短期大学は東京都立航空工業高等専門学校と同じキャンパスを使用していた。

## 対外関係

### 系列校
- 東京都立大学 (1949-2011)
- 東京都立工業短期大学
- 東京都立立川短期大学
- 東京都立商科短期大学
- 東京都立医療技術短期大学

## 卒業後の進路について

### 就職について
- 全学科を含めて全日本空輸や富士自動車など一般企業や運輸省・航空省といった官公庁に就職した人もみられた [8]。

### 編入学・進学実績
- 全学科を含めて、航空大学校に進学した人もみられる[8]。